# The Tattered Dress
The Tattered Dress is een Amerikaanse film noir uit 1957 onder regie van Jack Arnold. In Nederland werd de film destijds uitgebracht onder de titel Corruptie.

## Verhaal
De topadvocaat James Gordon Blane gaat in een klein stadje in Nevada de rokkenjager Michael Reston verdedigen, die wordt beschuldigd van moord. Hij wint de rechtszaak, maar wordt er vervolgens door de wraakzuchtige sheriff Nick Hoak van beticht dat hij een jurylid heeft omgekocht.

## Rolverdeling
| Acteur             | Personage                 |
| ------------------ | ------------------------- |
| Jeff Chandler      | James Gordon Blane        |
| Jeanne Crain       | Diane Blane               |
| Jack Carson        | Nick Hoak                 |
| Gail Russell       | Carol Morrow              |
| Elaine Stewart     | Charleen Reston           |
| George Tobias      | Billy Giles               |
| Edward Andrews     | Lester Rawlings           |
| Phillip Reed       | Michael Reston            |
| Edward Platt       | Ralph Adams               |
| Paul Birch         | Frank Mitchell            |
| Alexander Lockwood | Paul Vernon               |
| Edwin Jerome       | David L. Johnson          |
| William Schallert  | Griffier                  |
| June McCall        | Meisje aan de gokautomaat |
| Frank J. Scannell  | Carl Morrison             |